# Micrurus scutiventris
Micrurus scutiventris är en ormart som beskrevs av Cope 1869. Micrurus scutiventris ingår i släktet korallormar, och familjen giftsnokar. Inga underarter finns listade i Catalogue of Life.
Denna orm förekommer i södra Colombia, östra Ecuador, nordöstra Peru och i angränsande områden av Brasilien. Arten lever i låglandet och i bergstrakter mellan 60 och 1200 meter över havet. Habitatet utgörs av regnskogar och andra fuktiga skogar. Arten är nattaktiv och den gräver ibland i det översta jordlagret. Honor lägger ägg.
För beståndet är inga hot kända men Micrurus scutiventris är ganska sällsynt. IUCN listar arten som livskraftig (LC).